# Dottor Mellifluus
Dottor Mellifluus è un romanzo dello scrittore italiano Marino Moretti pubblicato nel 1954.

## Trama
I protagonisti della vicenda sono il dottor Maceo Dodi e sua moglie Angela i cui rapporti erano considerati da tutti, soprattutto per quanto riguardava il comportamento di Maceo, fin troppo miti, quasi melliflui.
Maceo, pur avendo la laurea in medicina non esercitava la professione e preferiva dedicarsi alla composizione di brevi commedie in lingua e in dialetto.
Intanto la moglie Angela parte per andare a trovare alcuni parenti in Venezuela, e il dottor Maceo, dopo aver rinunciato ad accompagnarla, rimane a casa tranquillo.
Ma nel frattempo scoppia la seconda guerra mondiale e Angela lascia così Maceo in una specie di vedovanza che si protrae anche dopo la fine della guerra essendosi di Angela perdute le tracce.
A dire il vero il dottore sembra essersi adattato molto bene alla situazione e quando gli viene dato l'incarico dal comando militare di diventare amministratore dell'ospedale della città accetta di buon grado e svolge con impegno la sua nuova mansione che è servita a dare un senso alla sua vita.
Quando verso la fine del conflitto muore Soccorsa, la sua vecchia serva, egli prende al suo servizio Luisin, un vecchio che provava una vera avversione verso le donne e che, per il bene del suo padrone, manda a monte i progetti di una vicina di casa che gli aveva messo gli occhi addosso.
Luisin legge con molta avidità le notizie dei giornali che commenta con il suo padrone ed è soprattutto attratto dalle vicende del cosiddetto "mostro di Londra" accusato di aver ucciso la moglie e altre donne, strangolando l'ultima con un paio di calze di nailon.
Ma proprio il giorno che si tiene la messa di suffragio per la morte presunta della moglie ella riappare e senza nemmeno spiegare il perché della sua lunghissima assenza, riprende le redini della casa e del marito che si vede costretto a licenziare Luisin e a lasciare il suo incarico all'ospedale.
Il dottor Maceo sembra accettare anche questa volta di buon grado la volontà della moglie e addirittura, per farle piacere, a ringraziarla, finché un giorno trova nel bagno le calze di nylon della moglie!
E il breve romanzo termina con questa frase: